# Paratubercolosi
La paratubercolosi è una malattia infettiva del bovino, dell'ovino, e di alcuni ruminanti selvatici; è conosciuta anche come Malattia di Johne o Mal del Canale. Ad andamento cronico e progressivo, colpisce l'intestino con conseguente diarrea e grave scadimento delle condizioni generali. 

## Descrizione
Patologia ad andamento cronico generalmente sub-clinica, diffusa in tutto il mondo. L’infezione avviene principalmente per ingestione dell’agente a cui segue la colonizzazione dell’intestino tenue e dei linfonodi satellite con un lungo periodo di incubazione. Gli animali giovani sono fortemente a rischio (colostro infetto).
I segni clinici si manifestano raramente e solo nelle fasi avanzate della malattia; le forme conclamate sono caratterizzate da diarrea cronica (dapprima intermittente) e deperimento progressivo fino alla cachessia.
La diagnosi è spesso difficoltosa ed è basata sull’identificazione dell’agente, i test sierologici riconoscono efficacemente la patologia soltanto nelle fasi avanzate.
Il MAP è sospettato di essere coinvolto nella patogenesi del morbo di Crohn tuttavia le attuali evidenze scientifiche non sono sufficienti a confermare o smentire tale ipotesi.

## Agente eziologico
La malattia è provocata da un batterio simile a quello che provoca la tubercolosi: precedentemente classificato come specie distinta, attualmente viene considerato come una sottospecie di Mycobacterium avium subsp. paratubercolosis (MAP). Batterio gram positivo di forma bastoncellare, acido- resistente. Inizialmente classificato come specie a sé stante (M. paratuberculosis o M. Johnei) oggi considerato una sottospecie di M. avium assieme alle avium e silvaticum. Appartiene al M. avius complex che comprende numerose specie di micobatteri a lenta crescita (patogeni, opportunisti e saprofiti ambientali), acido-alcol resistente, asporigeno ed aerobio. Ha costante bisogno di micobactina, che è una sostanza liposolubile che permette l'utilizzazione del ferro, indispensabile per il microorganismo. Come tutti i micobatteri, è molto resistente al calore, ai disinfettanti ed agli agenti ambientali, rimanendo infettante per molto tempo anche nel terreno. Risulta anche molto difficile da coltivare in laboratorio, anche se è facilmente individuabile nei campioni patologici impiegando colorazioni speciali.

## Epidemiologia e patogenesi
La trasmissione della paratubercolosi avviene per contatto con feci infette o per assunzione del latte. Sono sensibili all'infezione soprattutto gli animali più giovani, che si infettano subito dopo il parto per il contatto con madri infette: il parto e la lattazione sono infatti, a causa dello stress e del calo delle difese immunitarie, i momenti in cui la riproduzione del batterio e la sua eliminazione fecale sono maggiori; dopo i due anni d'età generalmente sopravviene una resistenza all'infezione. 
Il batterio si annida nel digiuno e nell'ileo, dove provoca una reazione infiammatoria da parte dei macrofagi.

## Rilevanza della patologia

### Presenza e frequenza dell’agente eziologico sul territorio regionale / extraregionale

#### Presenza e frequenza della malattia in regioni / Stati confinanti
Presente in tutto il Mondo, diffusa in tutti i Paesi dove l’allevamento dei ruminanti è sviluppato e in particolare dove il clima è umido e temperato.
Nell’allevamento della bovina da latte studi su larga scala effettuati con metodo ELISA hanno evidenziato una prevalenza del 30-50% a livello di allevamento tuttavia data la bassa sensibilità della metodica impiegata questo dato è presumibilmente sottostimato. Studi basati sull’isolamento del MAP da campioni fecali o ambientali hanno evidenziato una prevalenza che va dal 60% al 95%, con un significativo aumento in rapporto al numero di animali presenti nell’allevamento. Per il singolo animale studi in vari Paesi e Regioni del mondo, effettuati col metodo ELISA, hanno evidenziato una prevalenza che varia dall’1,2% al 9,4%; anche questo dato potrebbe risultare sottostimato, Autori americani e canadesi, impiegando colture da campioni tissutali, hanno evidenziato una prevalenza del 16-17% a livello di animale nonostante i risultati dell’ELISA rientrassero nei range sopracitati.
Nel bovino da carne studi col metodo ELISA hanno evidenziato una prevalenza tra l’8 ed il 58% a livello di allevamento e tra lo 0,4 e l’8% a livello di animale, anche qui è plausibile una sottostima del dato analogamente a quanto riportato nell’allevamento della bovina da latte.
Per quanto riguarda gli ovi-caprini la disponibilità di dati è scarsa, in generale si evidenzia una prevalenza minore rispetto al bovino sia a livello di allevamento (da 0,4-1,5% a 29-39% a seconda delle aree) che di singolo individuo (da 0,3% a 15,4 a seconda degli studi).

#### Animali/vettori/ambiente
Patologia mantenuta da bovini, ovi-caprini e cervidi. Suscettibili anche conigli ed alcuni animali esotici (giardini zoologici). Anche l’ambiente può ricoprire un ruolo importante per la diffusione della malattia data l’elevata resistenza dell’agente.
La sopravvivenza del MAP nei diversi ambienti ed il range di ospiti sensibili che possono diventare eliminatori necessita di ulteriori studi.

#### Eventuali cicli stagionali / focolai influenzati da anomalie climatiche
Non riportati. Ma presumibilmente l’eliminazione del MAP e l’incidenza dei casi clinici sono influenzati da fattori climatici.

#### Fattori che favoriscono la presenza dell'agente: (scarse misure igieniche, biosicurezza, management, ecc.)
Elevato grado di fecalizzazione ambientale, contaminazione di colostro e latte, elevata densità di animali, basso livello di gestione.

#### Stabilità nell'ambiente dell'agente eziologico
Elevata. Resistente a freddo ed essiccamento. Nel suolo e nelle feci può permanere per parecchi mesi, nelle acque anche per un periodo superiore. Relativamente sensibile alla luce solare diretta, resiste tuttavia alla pastorizzazione.

### Numero specie domestiche colpite
Elevato. Principalmente bovini, ovi-caprini, cervidi e altri ruminanti. Descritta anche in suini, cavalli, alpaca, lama, conigli e mustelidi.

### Velocità di diffusione nell'allevamento
Media / Bassa. Le dinamiche di diffusione all’interno dell’allevamento non sono ancora del tutto chiare. Il ruolo epidemiologico delle infezioni congenite e della contaminazione dell’acqua non è del tutto conosciuto.

### Rischio di contagio nelle specie sensibili

#### Modalità di trasmissione
Colostro, latte, contaminazione fecale di alimento, acqua di bevanda, ambiente. Talvolta sperma ed infezioni congenite.

#### Particolari condizioni che favoriscono la trasmissione
Animali giovani (primi mesi di vita) esposti all’agente eziologico; elevata densità di animali; introduzione in allevamento di animali eliminatori.

### Specie selvatichereservoire potenziali fonti di contagio

#### Specie colpite
Numero elevato, principalmente Cervidi. Descritta anche in altri ruminanti selvatici, suini, conigli, volpi, ermellini ed altri mustelidi. Il range di ospiti selvatici non è stato del tutto chiarito.
Possibili infezioni crociate dove animali selvatici eliminatori e domestici sensibili condividono l’ambiente. Autori spagnoli hanno riscontrato nel cervo europeo una prevalenza di infetti del 30,1%.

### Potenziale diffusione silente

#### Riconoscibilità della patologia attraverso i segni clinici
Molto bassa. I segni clinici si manifestano raramente, sono generici e talvolta molto variabili. Principalmente si ha un lento e progressivo deperimento, calo della produzione lattea, talvolta diarrea dall’intermittente al continuo.
La sintomatologia ed il decorso della malattia variano inoltre a seconda del ceppo responsabile nonché dell’individuo, razza e specie colpiti.

#### Diffusione attraverso soggetti sub- clinici / asintomatici
Frequente, numerosi soggetti sub-clinici o asintomatici che posso eliminare in maniera intermittente il MAP attraverso feci, latte e colostro. Possibili anche infezioni congenite.

#### Periodo d'incubazione
Molto lungo, solitamente superiore a due anni.

## Sintomi
Lo stress e l'immunodepressione da parto facilitano la replicazione del batterio e l'estensione delle lesioni: tipico reperto autoptico è la presenza nell'intestino di lunghe pliche rilevate, dette comunemente “a scala di corda”, costituite da macrofagi, linfociti e batteri. Tali lesioni provocano malassorbimento e, clinicamente, una grave diarrea ad andamento cronico che porta a dimagramento degli animali e riduzione della produzione lattea; generalmente ciò porta all'eliminazione dalla mandria degli animali colpiti che però spesso sono in grado di trasmettere l'infezione alla progenie.

## Controllo
La vaccinazione non viene praticata a causa della possibilità di falsare i risultati dei test effettuati per il controllo della tubercolosi. Le misure di prevenzione comprendono l'isolamento e l'eliminazione dei capi infetti, la separazione immediata dei vitelli dopo il parto e l'esame delle feci degli animali al primo parto, in modo da individuare eventuali portatori asintomatici dell'infezione. Importante anche testare per la paratubercolosi gli animali acquisiti dall'esterno e da introdurre nella mandria.
Per la qualifica di allevamento indenne occorre che l'allevamento non abbia presentato segni clinici della malattia da almeno 6 mesi, dopodiché sono stabiliti 4 livelli:
- I: test su almeno 30 bovine di età superiore a 36 mesi, da includere bovine acquistate negli ultimi 3 anni, se l'allevamento era già risultato positivo testare tutte le bovine di età superiore a 36 mesi, se positivo testare di nuovo entro 30 giorni. Per il mantenimento test una volta all'anno anche sull'ambiente. Indennità dell'85%
- II: dopo 1 anno test su tutte le bovine di età superiore a 36 mesi + prelievo ambientale, indennità del 95%
- III: dopo 1 anno test su tutte le bovine di età superiore a 36 mesi, indennità al 98%
- IV: dopo 1 anno test su tutte le bovine di età superiore a 36 mesi + prelievo ambientale, se negativo indennità al 99%